# Sarotherodon linnellii
Sarotherodon linnellii е вид лъчеперка от семейство Цихлиди (Cichlidae). Видът е критично застрашен от изчезване.

## Разпространение
Разпространен е в Камерун.